# DGT-100
O DGT-100 foi um computador doméstico brasileiro produzido pela empresa Digitus a partir de 1981. Era compatível a nível de software e hardware com o TRS-80 Modelo I estadunidense. Teve uma versão ligeiramente aperfeiçoada lançada em 1983, o DGT-101, e foi substituído pelo DGT-1000.

## DGT-101
O DGT-101 apresentava três melhorias básicas em relação ao modelo anterior: 64 KiB de RAM, opção de uso do sistema operacional CP/M e saída para um monitor de fósforo verde. Incluía ainda a tecla "ç" no teclado.

## Características
- Teclado: profissional, com 56 teclas, incorporado ao gabinete;
- Display: televisor PAL-M; monitor de vídeo opcional (DGT-101)
  - 16 X 64 texto
  - 16 X 32 texto
  - 48 X 128 gráfico
  - 500 x 192 monocromático (alta resolução)
- Expansão:
  - 1 conector para duas unidades de disquetes externas
  - 1 porta de expansão traseira
- Armazenamento:
  - Drive de disquete de 5" 1/4 com 178 KiB (até duas unidades)
  - Gravador de cassete
- Som:
  - Alto-falante interno